# Pirunsaari (ö i Lappland, Norra Lappland, lat 67,95, long 27,36)
Pirunsaari är en ö i Finland. Den ligger i Lokan tekojärvi och i kommunen Sodankylä i den ekonomiska regionen Norra Lappland och landskapet Lappland, i den norra delen av landet, 900 km norr om huvudstaden Helsingfors. Öns area är 5,9 hektar och dess största längd är 350 meter i öst-västlig riktning.